# Elvis Afrifa
Elvis Afrifa (Amsterdam-Zuidoost, 30 november 1997) is een Nederlandse sprinter. Hij werd Nederlands kampioen in 2024 op de 100 m en in 2025 op de 60 m indoor. Op de EK 2024 won hij met de Nederlandse ploeg zilver op de 4 × 100 m estafette. Op de EK indoor 2025 miste hij op zes duizendsten van een seconde het brons op de 60 m, maar zijn zelfde tijd van 6,55 s was wel goed voor een Nederlands record.

## Levensloop
Afrifa groeide op in Amsterdam Zuidoost. Hij ging naar het VWO op het Pieter Nieuwland College en studeerde daarna Informatiekunde aan de Universiteit van Amsterdam. Afrifa voetbalde tot zijn achttiende bij SV Diemen. Op aandringen van Sylvester Tanoh stapte hij daarna over naar atletiek bij AV 1923, waar hij trainde onder Els van Noorduijn. In 2016 wint hij zilver op de 100 m en brons op de 200m tijdens de Nederlandse Jeugdkampioenschappen, en haalt hij de finale van de Nederlandse kampioenschappen. Blessures dwarsbomen een debuut op de Europese kampioenschappen.
In 2018 woonde hij een jaar op Sportcentrum Papendal en trainde hij bij Rogier Ummels tot hij een hamstringblessure opliep. Terug in Amsterdam ging Afrifa in 2019 trainen bij het Team Para Atletiek in Amsterdam-West. Dit is de door Fleur Jong, Marlène van Gansewinkel en coach Guido Bonsen opgerichte ploeg met zowel Paralympische als Olympische atleten.

### Nederlandse estafetteploeg
Afrifa is startloper bij de Nederlandse estafetteploeg. In 2022 ging hij naar de wereldkampioenschappen in Eugene als reserve. Met Taymir Burnet, Joris van Gool en Raphael Bouju won hij de demonstratiewedstrijd bij de Diamond League wedstrijd in Stockholm. Op de Europese kampioenschappen in München miste de ploeg net het podium. In mei 2023 scheurde Afrifa een hamstring en moest hij revalideren. Een jaar later won hij samen met Burnet, Xavi Mo-Ajok en Nsikak Ekpo het zilver op de EK in Rome. Op de Olympische Spelen in Parijs wist de ploeg met Afrifa, Burnet, Ekpo en Onyema Adigida niet verder te komen dan de series.

## Nederlandse kampioenschappen
Outdoor
| Onderdeel | jaar |
| --------- | ---- |
| 100 meter | 2024 |

Indoor
| Onderdeel | jaar |
| --------- | ---- |
| 60 meter  | 2025 |

## Records

### Persoonlijke records
Outdoor
| Discipline | Prestatie | Datum            | Plaats   |
| ---------- | --------- | ---------------- | -------- |
| 100 m      | 10,10 m   | 27 juni 2025     | Madrid   |
| 200 m      | 20,97 s   | 4 juni 2022      | Oordegem |
| 300 m      | 34,17 s   | 7 september 2022 | Ninove   |

Indoor
| Discipline | Prestatie   | Datum            | Plaats    |
| ---------- | ----------- | ---------------- | --------- |
| 60 m       | 6,55 s (NR) | 8 maart 2025     | Apeldoorn |
| 200 m      | 22,10 s     | 12 februari 2017 | Apeldoorn |

## Palmares

### 60 m
- 2017: 5e NK indoor - 6,94 s
- 2019:  NK indoor - 6,74 s
- 2021: 6e NK indoor - 6,89 s
- 2022:  NK indoor - 6,70 s
- 2025:  NK indoor - 6,61 s CR
- 2025: 4e EK indoor - 6,55 s NR

### 100 m
- 2016: 8e NK - 10,67 s
- 2018: 7e NK - 10,93 s (10,65 s halve finale)
- 2018:  NSK baan - 10,71 s
- 2020: 6e NK - 10,65 s (10,58 s halve finale)
- 2022: 4e NK - 10,41 s
- 2024:  NK - 10,18 s
- 2025:  FBK Games - 10,25 s (-1,0 m/s)
- 2025:  EK landenteams First League in Madrid - 10,10 s (+0,0 m/s)

### 200 m
- 2017: 6e NK indoor - 22,82 s
- 2020: 7e NK - 21,56 s
- 2021: 7e NK - 21,73 s (21,41 s halve finale)

### 4 × 100 m
- 2022: 4e EK 4 × 100 m - 38,25 s idem
- 2024:  EK 4 × 100 m - 38,46 s (in serie 38,34 s) met Taymir Burnet, Xavi Mo-Ajok en Nsikak Ekpo
- 2024: 8e in serie 1 OS - 38,48 s met Taymir Burnet, Nsikak Ekpo en Onyema Adigida

Diamond League-resultaten
- 2022:  Stockholm Bauhaus Athletics 4 × 100 m - 38,70 s met Taymir Burnet, Joris van Gool en Raphael Bouju
- 2024: 5e London Grand Prix - 38,55 s met Taymir Burnet, Xavi Mo-Ajok en Nsikak Ekpo
- 2025:  London Athletics Meet - 38,17 s